# VS (BLUE ENCOUNTの曲)
「VS」（バーサス）は、日本のロックバンドであるBLUE ENCOUNTの楽曲。同バンド8枚目のシングルとして、2017年11月29日にKi/oon Musicから発売された。

## 概要
「さよなら」以来、約7か月振りに発表された2017年2作目のシングル。表題曲は、テレビ東京系アニメ『銀魂』ポロリ篇のオープニングテーマとなっている。通常盤、初回生産限定盤（CD+DVD）、期間生産限定盤（『銀魂』アニメ絵柄描き下ろしデジパック仕様）の三形態で発売された。
初回生産限定盤には2017年9月5日に行われたSPYAIRとの対バンライブ　SPYAIR × BLUE ENCOUNT ＜LOCK ON!!!!＞でのBLUE ENCOUNTのライブおよび当日のドキュメンタリー映像が収録されている。
CD発売に先がけて10月24日に先行フル配信された。

## 収録曲

### 通常版、初回生産限定盤
1. VS [3:35]
  - 作詞・作曲：田邊駿一
  - テレビ東京系アニメ『銀魂.』ポロリ篇オープニングテーマ
2. SUMMER DIVE [3:40]
  - 作詞・作曲：田邊駿一
3. らしく [3:17]
  - 作詞・作曲：辻村勇太

### 期間生産限定盤
1. VS
2. SUMMER DIVE
3. VS（TV size）
4. VS（Instrumental / TV size）

## 収録アルバム
- 『VECTOR』（2018年3月21日）